# Myszadło
Myszadło (deutsch Storchwiese) ist ein kleiner Ort in der polnischen Woiwodschaft Ermland-Masuren und gehört zur Gmina Świętajno (Landgemeinde Schwentainen, 1938 bis 1945 Altkirchen (Ostpr.)) im Powiat Szczycieński (Kreis Ortelsburg).

## Geographische Lage
Myszadło liegt in der südlichen Mitte der Woiwodschaft Ermland-Masuren, 20 Kilometer östlich der Kreisstadt Szczytno (deutsch Ortelsburg).

## Geschichte
Der vor 1820 Miszadlo, um 1820 Myssadlo und nach 1822 Storchwiese genannte kleine Ort war die Siedlung einer Försterei, die zum Staatsforst Langenwalde (polnisch Długi Borek) gehörte. Als solches war der Ort bis 1945 ein Wohnplatz innerhalb der Gemeinde Langenwalde – die bis 1829 Dlugiborrek hieß – im ostpreußischen Kreis Ortelsburg.
In Kriegsfolge kam 1945 das gesamte südliche Ostpreußen und mit ihm Stochwiese zu Polen. Der kleine Forstort erhielt die polnische Namensform „Myszadło“ und ist heute als Waldsiedlung (polnisch Osada leśna) eine Ortschaft innerhalb der Gmina Świętajno (Landgemeinde Schwentainen, 1938 bis 1945 Altkirchen (Ostpr.)) im Powiat Szczycieński (Kreis Ortelsburg), bis 1998 der Woiwodschaft Olsztyn, seither der Woiwodschaft Ermland-Masuren zugehörig.

## Kirche
Über die Muttergemeinde Langenwalde war Storchwiese bis 1945 in die evangelische Kirche Friedrichshof (polnisch Rozogi) in der Kirchenprovinz Ostpreußen der Kirche der Altpreußischen Union sowie in die römisch-katholische Kirche Liebenberg (polnisch Klon) im Bistum Ermland eingepfarrt.
Heute gehört Myszadło katholischerseits zur St.-Andreas-Bobola-Kirche Świętajno (Schwentainen/Altkirchen (Ostpr.)) mit der Filialgemeinde Kolonia (Grünwalde) im jetzigen Erzbistum Ermland, außerdem evangelischerseits zur Kirche Szczytno (Ortelsburg) in der Diözese Masuren der Evangelisch-Augsburgischen Kirche in Polen.

## Verkehr
Myszadło liegt an einer Nebenstraße, die die Landesstraße 59 bei Spychowo (Puppen) mit Kolonia verbindet und weiter bis nach Świętajno führt. Kolonia ist die nächste Bahnstation und liegt an der Bahnstrecke Olsztyn–Ełk (deutsch Allenstein–Lyck).